# كفيرفورت
كويرفورت (بالألمانية: Querfurt) هي مدينة و بلدة ألمانية تقع في ألمانيا في ساكسونيا أنهالت. يقدر عدد سكانها بـ 12,659 نسمة .

## أعلام
- يوهانس شلاف
- جيكوب كريسي شافر
- فرديناند باير
- بيتر سيبرغ
- والتر هرمان